# Municipio de Center (condado de Reno)
El municipio de Center (en inglés: Center Township) es un municipio ubicado en el condado de Reno en el estado estadounidense de Kansas. En el año 2010 tenía una población de 668 habitantes y una densidad poblacional de 7,12 personas por km².

## Geografía
El municipio de Center se encuentra ubicado en las coordenadas 37°57′41″N 98°4′49″O / 37.96139, -98.08028. Según la Oficina del Censo de los Estados Unidos, el municipio tiene una superficie total de 93.78 km², de la cual 93,68 km² corresponden a tierra firme y (0,1 %) 0,1 km² es agua.

## Demografía
Según el censo de 2010, había 668 personas residiendo en el municipio de Center. La densidad de población era de 7,12 hab./km². De los 668 habitantes, el municipio de Center estaba compuesto por el 95,66 % blancos, el 0,6 % eran afroamericanos, el 1,2 % eran amerindios, el 0,15 % eran asiáticos, el 0,75 % eran de otras razas y el 1,65 % eran de una mezcla de razas. Del total de la población el 2,25 % eran hispanos o latinos de cualquier raza.